# Берсут (село)
Берсут — село в Мамадышском районе Татарстана. Входит в состав Урманчеевского сельского поселения.

## География
Находится в центральной части Татарстана на расстоянии приблизительно 39 км на юго-запад по прямой от районного центра города Мамадыш на правом берегу Камы в зоне подпора Куйбышевского водохранилища.

## История
Основано в 1920-х годах.

## Население
Постоянных жителей было: в 1926 — 32, в 1970—107, в 1979 — 82, в 1989 — 97, в 2002 году 120 (русские 59 %, татары 37 %, фактически татары и кряшены), в 2010 году 90.